# Leaves’ Eyes
Leaves’ Eyes – norweski zespół muzyczny grający muzykę w stylu gothic metal.
Zespół powstał w 2003 roku z inicjatywy Liv Kristine i jej męża, Alexandra Krulla. Liv, niegdyś członkini Theatre of Tragedy, była w zespole wokalistką.
Ich debiutancki album – Lovelorn – został wydany w roku 2004. Drugi album Vinland Saga ukazał się 30 maja 2005 roku. Przedstawia on historię odkrycia Vinlandu, czyli Ameryki Północnej przez Eryka Rudego. Trzeci album Njord ukazał się 28 sierpnia 2009 roku.
Muzycznie zespół jest bardzo uniwersalny grając muzykę atmospheric rock, metal z elementami muzyki poważnej.
27 lutego 2009 roku światło dzienne ujrzało DVD i podwójny album koncertowy zatytułowany: We came with the Northern Winds/En Saga I Belgia.

## Muzycy
Opracowano na podstawie materiału źródłowego.
| Obecny skład zespołu - Elina Siirala – śpiew (od 2016) - Alexander Krull – śpiew, instrumenty klawiszowe (od 2003) - Thorsten Bauer – gitara (od 2003) - Pete Streit – gitara (od 2015) - Joris Nijenhuis – perkusja (od 2013) Muzycy koncertowi - Oliver Holzwarth – gitara basowa (2009) - Niels Löffler – gitara basowa (od 2011) |  | Byli członkowie - Liv Kristine Espenæs Krull – śpiew (2003-2016) - Mathias Röderer – gitara (2003-2010) - Chris Lukhaup – gitara basowa (2003-2007) - Alla Fedynitch – gitara basowa (2008-2010) - J.B. Van der Wal – gitara basowa (2010-2013) - Martin Schmidt – perkusja (2003-2004) - Moritz Neuner – perkusja (2004-2007) - Nicholas Barker – perkusja (2008) - Seven Antonopolous – perkusja (2008-2010) - Roland Navratil – perkusja (2010-2012) - Felix Born – perkusja (2012-2013) - Sander van der Meer – gitara (2010-2015) |

## Dyskografia
| 2004                           | Lovelorn - Data: 17 sierpnia 2004 - Wydawca: Napalm Records                                         | —  | —  | —  | —   | —   |
| 2005                           | Vinland Saga - Data: 30 maja 2005 - Wydawca: Napalm Records                                         | 62 | —  | —  | —   | —   |
| 2009                           | Njord - Data: 26 sierpnia 2009 - Wydawca: Napalm Records                                            | —  | 88 | —  | 82  | 58  |
| 2009                           | We Came with the Northern Winds / En Saga I Belgia - Data: 27 lutego 2009 - Wydawca: Napalm Records | 75 | —  | —  | —   | —   |
| 2011                           | Meredead - Data: 22 kwietnia 2011 - Wydawca: Napalm Records                                         | —  | —  | —  | 97  | —   |
| 2013                           | Symphonies of the Night - Data: 15 listopada 2013 - Wydawca: Napalm Records                         | 49 | —  | —  | 124 | 172 |
| 2015                           | King of Kings - Data: 11 września 2015 - Wydawca: AFM Records                                       | 15 | —  | 83 | 130 | 90  |
| "—" pozycja nie była notowana. | |    |    |    |     |     |

| Rok  | Tytuł                                                        |
| ---- | ------------------------------------------------------------ |
| 2005 | Elegy - Data: 2 maja 2005 - Wydawca: Napalm Records          |
| 2006 | Legend Land - Data: 9 czerwca 2006 - Wydawca: Napalm Records |
| 2009 | My Destiny - Data: 24 lipca 2009 - Wydawca: Napalm Records   |
| 2011 | Melusine - Data: 19 kwietnia 2011 - Wydawca: Napalm Records  |

| Rok  | Tytuł                                                             |
| ---- | ----------------------------------------------------------------- |
| 2004 | Into Your Light - Data: 18 czerwca 2004 - Wydawca: Napalm Records |